# Olympische Sommerspiele 2020/Fechten
Bei den Olympischen Spielen 2020 in Tokio wurden vom 24. Juli bis zum 1. August 2021 insgesamt zwölf Wettbewerbe im Fechten ausgetragen.
Erstmals bei Olympischen Spielen wurden sowohl bei den Männern als auch bei den Frauen in den Disziplinen Degen, Florett und Säbel je ein Einzel- und ein Mannschaftswettkampf ausgetragen.

## Bilanz

### Medaillenspiegel
| Platz  | Land               | Gold | Silber | Bronze | Gesamt |
| ------ | ------------------ | ---- | ------ | ------ | ------ |
| 1      | ROC                | 3    | 4      | 1      | 8      |
| 2      | Frankreich         | 2    | 2      | 1      | 5      |
| 3      | Südkorea           | 1    | 1      | 3      | 5      |
| 4      | Ungarn             | 1    | 1      | 1      | 3      |
| 5      | Estland            | 1    | –      | 1      | 2      |
| 5      | Vereinigte Staaten | 1    | –      | 1      | 2      |
| 7      | China              | 1    | –      | –      | 1      |
| 7      | Hongkong           | 1    | –      | –      | 1      |
| 7      | Japan              | 1    | –      | –      | 1      |
| 9      | Italien            | –    | 3      | 2      | 5      |
| 10     | Rumänien           | –    | 1      | –      | 1      |
| 11     | Tschechien         | –    | –      | 1      | 1      |
| 11     | Ukraine            | –    | –      | 1      | 1      |
| Gesamt | Gesamt             | 12   | 12     | 12     | 36     |

### Medaillengewinner
Männer
| Disziplin          | Gold                                                                | Silber                                                                   | Bronze                                                                        |
| ------------------ | ------------------------------------------------------------------- | ------------------------------------------------------------------------ | ----------------------------------------------------------------------------- |
| Degen              | Romain Cannone (FRA)                                                | Gergely Siklósi (HUN)                                                    | Ihor Rejslin (UKR)                                                            |
| Florett            | Cheung Ka Long (HKG)                                                | Daniele Garozzo (ITA)                                                    | Alexander Choupenitch (CZE)                                                   |
| Säbel              | Áron Szilágyi (HUN)                                                 | Luigi Samele (ITA)                                                       | Kim Jung-hwan (KOR)                                                           |
| Degen Mannschaft   | JapanKōki Kanō Kazuyasu Minobe Masaru Yamada Satoru Uyama           | ROCSergei Bida Sergei Chodos Pawel Suchow Nikita Glaskow                 | SüdkoreaPark Sang-young Ma Se-geon Song Jae-ho Kweon Young-jun                |
| Florett Mannschaft | FrankreichEnzo Lefort Erwann Le Péchoux Julien Mertine Maxime Pauty | ROCTimur Safin Wladislaw Mylnikow Kirill Borodatschow Anton Borodatschow | Vereinigte StaatenRace Imboden Nick Itkin Alexander Massialas Gerek Meinhardt |
| Säbel Mannschaft   | SüdkoreaOh Sang-uk Kim Jun-ho Kim Jung-hwan Gu Bon-gil              | ItalienLuca Curatoli Luigi Samele Enrico Berrè Aldo Montano              | UngarnTamás Decsi András Szatmári Áron Szilágyi Csanád Gémesi                 |

Frauen
| Disziplin          | Gold                                                                           | Silber                                                              | Bronze                                                                  |
| ------------------ | ------------------------------------------------------------------------------ | ------------------------------------------------------------------- | ----------------------------------------------------------------------- |
| Degen              | Sun Yiwen (CHN)                                                                | Ana Maria Popescu (ROU)                                             | Katrina Lehis (EST)                                                     |
| Florett            | Lee Kiefer (USA)                                                               | Inna Deriglasowa (ROC)                                              | Larissa Korobeinikowa (ROC)                                             |
| Säbel              | Sofija Posdnjakowa (ROC)                                                       | Sofja Welikaja (ROC)                                                | Manon Brunet (FRA)                                                      |
| Degen Mannschaft   | EstlandJulia Beljajeva Erika Kirpu Irina Embrich Katrina Lehis                 | SüdkoreaChoi In-jeong Kang Young-mi Song Se-ra Lee Hye-in           | ItalienRossella Fiamingo Federica Isola Mara Navarria Alberta Santuccio |
| Florett Mannschaft | ROCInna Deriglasowa Larissa Korobeinikowa Adelina Sagidullina Marta Martjanowa | FrankreichAnita Blaze Astrid Guyart Pauline Ranvier Ysaora Thibus   | ItalienErica Cipressa Arianna Errigo Martina Batini Alice Volpi         |
| Säbel Mannschaft   | ROCSofija Posdnjakowa Sofja Welikaja Olga Nikitina                             | FrankreichSara Balzer Cécilia Berder Manon Brunet Charlotte Lembach | SüdkoreaKim Ji-yeon Yoon Ji-su Seo Ji-yeon Choi Soo-yeon                |

## Zeitplan
| Zeitplan Fechten   | Zeitplan Fechten | Zeitplan Fechten | Zeitplan Fechten | Zeitplan Fechten | Zeitplan Fechten | Zeitplan Fechten | Zeitplan Fechten | Zeitplan Fechten | Zeitplan Fechten |
| Wettbewerbe        | Juli             | Juli             | Juli             | Juli             | Juli             | Juli             | Juli             | Juli             | Aug.             |
| Männer             | 24.              | 25.              | 26.              | 27.              | 28.              | 29.              | 30.              | 31.              | 1.               |
| ------------------ | ---------------- | ---------------- | ---------------- | ---------------- | ---------------- | ---------------- | ---------------- | ---------------- | ---------------- |
| Degen              |                  |                  |                  |                  |                  |                  |                  |                  |                  |
| Florett            |                  |                  |                  |                  |                  |                  |                  |                  |                  |
| Säbel              |                  |                  |                  |                  |                  |                  |                  |                  |                  |
| Degen Mannschaft   |                  |                  |                  |                  |                  |                  |                  |                  |                  |
| Florett Mannschaft |                  |                  |                  |                  |                  |                  |                  |                  |                  |
| Säbel Mannschaft   |                  |                  |                  |                  |                  |                  |                  |                  |                  |
| Frauen             | 24.              | 25.              | 26.              | 27.              | 28.              | 29.              | 30.              | 31.              | 1.               |
| Degen              |                  |                  |                  |                  |                  |                  |                  |                  |                  |
| Florett            |                  |                  |                  |                  |                  |                  |                  |                  |                  |
| Säbel              |                  |                  |                  |                  |                  |                  |                  |                  |                  |
| Degen Mannschaft   |                  |                  |                  |                  |                  |                  |                  |                  |                  |
| Florett Mannschaft |                  |                  |                  |                  |                  |                  |                  |                  |                  |
| Säbel Mannschaft   |                  |                  |                  |                  |                  |                  |                  |                  |                  |
| Entscheidungen     | 2                | 2                | 2                | 1                | 1                | 1                | 1                | 1                | 1                |

|  | Qualifikation |  | Medaillenentscheidung |

## Ergebnisse

### Männer

#### Degen
| Platz | Land | Athlet            |
| ----- | ---- | ----------------- |
| 1     | FRA  | Romain Cannone    |
| 2     | HUN  | Gergely Siklósi   |
| 3     | UKR  | Ihor Rejslin      |
| 4     | ITA  | Andrea Santarelli |
| 5     | ROC  | Sergei Bida       |
| 5     | KOR  | Park Sang-young   |
| 5     | EGY  | Mohamed El-Sayed  |
| 5     | JPN  | Masaru Yamada     |

Datum: 25. Juli 2021

#### Florett
| Platz | Land | Athlet                 |
| ----- | ---- | ---------------------- |
| 1     | HKG  | Cheung Ka Long         |
| 2     | ITA  | Daniele Garozzo        |
| 3     | CZE  | Alexander Choupenitch  |
| 4     | JPN  | Takahiro Shikine       |
| 5     | EGY  | Alaaeldin Abouelkassem |
| 5     | EGY  | Mohamed Hamza          |
| 5     | ROC  | Kirill Borodatschow    |
| 5     | FRA  | Enzo Lefort            |

Datum: 26. Juli 2021

#### Säbel
| Platz | Land | Athlet          |
| ----- | ---- | --------------- |
| 1     | HUN  | Áron Szilágyi   |
| 2     | ITA  | Luigi Samele    |
| 3     | KOR  | Kim Jung-hwan   |
| 4     | GEO  | Sandro Basadse  |
| 5     | ITA  | Enrico Berrè    |
| 5     | ROC  | Kamil Ibragimow |
| 5     | KOR  | Oh Sang-uk      |
| 5     | IRI  | Ali Pakdaman    |

Datum: 24. Juli 2021

#### Degen Mannschaft
| Platz | Land | Athleten                                                       |
| ----- | ---- | -------------------------------------------------------------- |
| 1     | JPN  | Kōki Kanō Kazuyasu Minobe Masaru Yamada Satoru Uyama           |
| 2     | ROC  | Sergei Bida Sergei Chodos Pawel Suchow Nikita Glaskow          |
| 3     | KOR  | Park Sang-young Ma Se-geon Song Jae-ho Kweon Young-jun         |
| 4     | CHN  | Dong Chao Lan Minghao Wang Zijie                               |
| 5     | FRA  | Alexandre Bardenet Yannick Borel Romain Cannone Ronan Gustin   |
| 6     | UKR  | Ihor Rejslin Bohdan Nikischyn Roman Switschkar Anatolij Herej  |
| 7     | ITA  | Andrea Santarelli Enrico Garozzo Gabriele Cimini Marco Fichera |
| 8     | SUI  | Max Heinzer Lucas Malcotti Michele Niggeler Benjamin Steffen   |

Datum: 30. Juli 2021

#### Florett Mannschaft
| Platz | Land | Athleten                                                              |
| ----- | ---- | --------------------------------------------------------------------- |
| 1     | FRA  | Erwann Le Péchoux Enzo Lefort Julien Mertine Maxime Pauty             |
| 2     | ROC  | Timur Safin Wladislaw Mylnikow Kirill Borodatschow Anton Borodatschow |
| 3     | USA  | Race Imboden Nick Itkin Alexander Massialas Gerek Meinhardt           |
| 4     | JPN  | Kyōsuke Matsuyama Yūdai Nagano Toshiya Saitō Takahiro Shikine         |
| 5     | ITA  | Giorgio Avola Andrea Cassarà Alessio Foconi Daniele Garozzo           |
| 6     | GER  | Peter Joppich Benjamin Kleibrink Luis Klein André Sanità              |
| 7     | HKG  | Cheung Ka Long Cheung Siu Lun Ryan Choi Lawrence Ng                   |
| 8     | EGY  | Alaaeldin Abouelkassem Mohamed Hamza Mohamed Hassan Youssef Sanaa     |

Datum: 1. August 2021

#### Säbel Mannschaft
| Platz | Land | Athleten                                                                   |
| ----- | ---- | -------------------------------------------------------------------------- |
| 1     | KOR  | Oh Sang-uk Kim Jun-ho Kim Jung-hwan Gu Bon-gil                             |
| 2     | ITA  | Luca Curatoli Luigi Samele Enrico Berrè Aldo Montano                       |
| 3     | HUN  | Tamás Decsi András Szatmári Áron Szilágyi Csanád Gémesi                    |
| 4     | GER  | Max Hartung Benedikt Wagner Richard Hübers Matyas Szabo                    |
| 5     | EGY  | Mohamed Amer Ziad El-Sissy Medhat Moataz Mohab Samer                       |
| 6     | IRI  | Mojtaba Abedini Mohammad Fotouhi Ali Pakdaman Mohammad Rahbari             |
| 7     | ROC  | Kamil Ibragimow Weniamin Reschetnikow Dmitri Danilenko Konstantin Lochanow |
| 8     | USA  | Eli Dershwitz Daryl Homer Andrew Mackiewicz Khalil Thompson                |

Datum: 28. Juli 2021

### Frauen

#### Degen
| Platz | Land | Athletin            |
| ----- | ---- | ------------------- |
| 1     | CHN  | Sun Yiwen           |
| 2     | ROU  | Ana Maria Popescu   |
| 3     | EST  | Katrina Lehis       |
| 4     | ROC  | Aisanat Murtasajewa |
| 5     | EST  | Julia Beljajeva     |
| 5     | ITA  | Rossella Fiamingo   |
| 5     | ITA  | Federica Isola      |
| 5     | HKG  | Vivian Kong         |

Datum: 24. Juli 2021

#### Florett
| Platz | Land | Athletin              |
| ----- | ---- | --------------------- |
| 1     | USA  | Lee Kiefer            |
| 2     | ROC  | Inna Deriglasowa      |
| 3     | ROC  | Larissa Korobeinikowa |
| 4     | ITA  | Alice Volpi           |
| 5     | JPN  | Yūka Ueno             |
| 5     | KOR  | Jeon Hee-sook         |
| 5     | CAN  | Kelleigh Ryan         |
| 5     | ITA  | Arianna Errigo        |

Datum: 25. Juli 2021

#### Säbel
| Platz | Land | Athletin           |
| ----- | ---- | ------------------ |
| 1     | ROC  | Sofija Posdnjakowa |
| 2     | ROC  | Sofja Welikaja     |
| 3     | FRA  | Manon Brunet       |
| 4     | HUN  | Anna Márton        |
| 5     | CHN  | Qian Jiarui        |
| 5     | UZB  | Zaynab Dayibekova  |
| 5     | USA  | Mariel Zagunis     |
| 5     | ROC  | Olga Nikitina      |

Datum: 26. Juli 2021

#### Degen Mannschaft
| Platz | Land | Athletinnen                                                                |
| ----- | ---- | -------------------------------------------------------------------------- |
| 1     | EST  | Julia Beljajeva Irina Embrich Erika Kirpu Katrina Lehis                    |
| 2     | KOR  | Choi In-jeong Kang Young-mi Lee Hye-in Song Se-ra                          |
| 3     | ITA  | Rossella Fiamingo Federica Isola Mara Navarria Alberta Santuccio           |
| 4     | CHN  | Zhu Mingye Xu Anqi Lin Sheng Sun Yiwen                                     |
| 5     | USA  | Anna van Brummen Katharine Holmes Kelley Hurley Courtney Hurley            |
| 6     | POL  | Ewa Trzebińska Magdalena Piekarska Aleksandra Jarecka Renata Knapik-Miazga |
| 7     | HKG  | Kaylin Hsieh Vivian Kong Coco Lin Chu Ka Mong                              |
| 8     | ROC  | Julija Litschagina Wioletta Chrapina Aisanat Muratsaewa Wioletta Kolobowa  |

Datum: 27. Juli 2021

#### Florett Mannschaft
| Platz | Land | Athletinnen                                                                 |
| ----- | ---- | --------------------------------------------------------------------------- |
| 1     | ROC  | Inna Deriglasowa Adelina Sagidullina Larissa Korobeinikowa Marta Martjanowa |
| 2     | FRA  | Anita Blaze Astrid Guyart Pauline Ranvier Ysaora Thibus                     |
| 3     | ITA  | Erica Cipressa Arianna Errigo Martina Batini Alice Volpi                    |
| 4     | USA  | Jacqueline Dubrovich Lee Kiefer Nicole Ross Sabrina Massialas               |
| 5     | CAN  | Alanna Goldie Jessica Guo Eleanor Harvey Kelleigh Ryan                      |
| 6     | JPN  | Sera Azuma Yūka Ueno Sumire Tsuji Rio Azuma                                 |
| 7     | HUN  | Fanni Kreiss Kata Kondricz Flóra Pásztor Aida Mohamed                       |
| 8     | EGY  | Yara El-Sharkawy Noha Hany Mariam El-Zoheiry Noura Mohamed                  |

Datum: 29. Juli 2021

#### Säbel Mannschaft
| Platz | Land | Athletinnen                                                         |
| ----- | ---- | ------------------------------------------------------------------- |
| 1     | ROC  | Sofja Welikaja Sofija Posdnjakowa Olga Nikitina                     |
| 2     | FRA  | Sara Balzer Cécilia Berder Manon Brunet Charlotte Lembach           |
| 3     | KOR  | Choi Soo-yeon Kim Ji-yeon Seo Ji-yeon Yoon Ji-su                    |
| 4     | ITA  | Michela Battiston Martina Criscio Rossella Gregorio Irene Vecchi    |
| 5     | JPN  | Chika Aoki Misaki Emura Shihomi Fukushima Norika Tamura             |
| 6     | USA  | Francesca Russo Anne-Elizabeth Stone Dagmara Wozniak Mariel Zagunis |
| 7     | CHN  | Guo Yiqi Qian Jiarui Shao Yaqi Yang Hengyu                          |
| 8     | HUN  | Sugár Katinka Battai Renáta Katona Anna Márton Liza Pusztai         |

Datum: 31. Juli 2021

## Qualifikation
Die Qualifikation für die Fechtenwettbewerbe bei den Olympischen Sommerspielen 2020 erfolgte in erster Linie über die FIE-Rangliste mit dem Stichtag 4. April 2020. Des Weiteren gab es die Möglichkeit Quotenplätze über vier kontinentale Qualifikationsturniere zu erkämpfen.
Folgende Nationen sicherten sich Quotenplätze:
| Nation             | Männer | Männer  | Männer | Männer     | Männer     | Männer     | Frauen | Frauen  | Frauen | Frauen     | Frauen     | Frauen     | Quotenplätze Gesamt |
| Nation             | Einzel | Einzel  | Einzel | Mannschaft | Mannschaft | Mannschaft | Einzel | Einzel  | Einzel | Mannschaft | Mannschaft | Mannschaft | Quotenplätze Gesamt |
| Nation             | Degen  | Florett | Säbel  | Degen      | Florett    | Säbel      | Degen  | Florett | Säbel  | Degen      | Florett    | Säbel      | Quotenplätze Gesamt |
| ------------------ | ------ | ------- | ------ | ---------- | ---------- | ---------- | ------ | ------- | ------ | ---------- | ---------- | ---------- | ------------------- |
| Ägypten            | 1      | 3       | 3      |            | X          | X          |        | 3       | 1      |            | X          |            | 14                  |
| Algerien           |        | 1       | 1      |            |            |            |        | 1       | 1      |            |            |            | 4                   |
| Argentinien        |        |         |        |            |            |            |        |         | 1      |            |            |            | 1                   |
| Aserbaidschan      |        |         |        |            |            |            |        |         | 1      |            |            |            | 1                   |
| Brasilien          |        | 1       |        |            |            |            | 1      |         |        |            |            |            | 2                   |
| Chile              |        |         |        |            |            |            |        | 1       |        |            |            |            | 1                   |
| China              | 3      | 1       | 1      | X          |            |            | 3      | 1       | 3      | X          |            | X          | 15                  |
| Deutschland        |        | 3       | 3      |            | X          | X          |        | 1       |        |            |            |            | 9                   |
| Estland            |        |         |        |            |            |            | 3      |         |        | X          |            |            | 4                   |
| Frankreich         | 3      | 3       | 1      | X          | X          |            | 1      | 3       | 3      |            | X          | X          | 18                  |
| Georgien           |        |         | 1      |            |            |            |        |         |        |            |            |            | 1                   |
| Griechenland       |        |         |        |            |            |            |        |         | 1      |            |            |            | 1                   |
| Großbritannien     |        | 1       |        |            |            |            |        |         |        |            |            |            | 1                   |
| Hongkong           |        | 3       |        |            | X          |            | 3      |         |        | X          |            |            | 8                   |
| Indien             |        |         |        |            |            |            |        |         | 1      |            |            |            | 1                   |
| Iran               |        |         | 3      |            |            | X          |        |         |        |            |            |            | 4                   |
| Italien            | 3      | 3       | 3      | X          | X          | X          | 3      | 3       | 3      | X          | X          | X          | 24                  |
| Japan              | 3      | 3       | 3      | X          | X          | X          | 1      | 3       | 3      |            | X          | X          | 21                  |
| Kanada             | 1      | 3       | 1      |            | X          |            |        | 3       | 1      |            | X          |            | 11                  |
| Kasachstan         | 1      |         |        |            |            |            |        |         |        |            |            |            | 1                   |
| Kirgisistan        | 1      |         |        |            |            |            |        |         |        |            |            |            | 1                   |
| Kolumbien          |        |         |        |            |            |            |        | 1       |        |            |            |            | 1                   |
| Marokko            | 1      |         |        |            |            |            |        |         |        |            |            |            | 1                   |
| Mexiko             |        | 1       |        |            |            |            |        |         |        |            |            |            | 1                   |
| Niederlande        | 1      |         |        |            |            |            |        |         |        |            |            |            | 1                   |
| Peru               |        |         |        |            |            |            | 1      |         |        |            |            |            | 1                   |
| Polen              |        |         |        |            |            |            | 3      | 1       |        | X          |            |            | 5                   |
| ROC                | 3      | 3       | 3      | X          | X          | X          | 3      | 3       | 3      | X          | X          | X          | 24                  |
| Rumänien           |        |         | 1      |            |            |            | 1      |         |        |            |            |            | 2                   |
| Schweiz            | 3      |         |        | X          |            |            |        |         |        |            |            |            | 4                   |
| Senegal            |        |         |        |            |            |            | 1      |         |        |            |            |            | 1                   |
| Singapur           |        |         |        |            |            |            | 1      | 1       |        |            |            |            | 2                   |
| Spanien            |        | 1       |        |            |            |            |        |         |        |            |            |            | 1                   |
| Südkorea           | 3      | 1       | 3      | X          |            | X          | 3      | 1       | 3      | X          |            | X          | 18                  |
| Tschechien         | 1      | 1       |        |            |            |            |        |         |        |            |            |            | 2                   |
| Tunesien           |        | 1       | 1      |            |            |            | 1      | 1       | 3      |            |            | X          | 8                   |
| Türkei             |        |         |        |            |            |            |        | 1       |        |            |            |            | 1                   |
| Ukraine            | 3      |         |        | X          |            |            | 1      |         | 1      |            |            |            | 6                   |
| Ungarn             | 1      |         | 3      |            |            | X          |        | 3       | 3      |            | X          | X          | 13                  |
| Usbekistan         |        |         | 1      |            |            |            | 1      |         | 1      |            |            |            | 3                   |
| Venezuela          | 1      |         | 1      |            |            |            |        |         |        |            |            |            | 2                   |
| Vereinigte Staaten | 3      | 3       | 3      | X          | X          | X          | 3      | 3       | 3      | X          | X          | X          | 24                  |
| Gesamt: 42 NOKs    | 36     | 36      | 36     | 9          | 9          | 9          | 34     | 34      | 36     | 8          | 8          | 9          | 264                 |